# Solo (álbum de DC Talk)
Solo es un EP del trío estadounidense DC Talk publicado en 2001.  consiste principalmente en las primeras canciones en solitario de los integrantes de la banda. Contiene dos canciones nuevas de cada miembro y una versión en vivo de la canción "40" del grupo irlandés U2, la última grabación realizada por la banda antes de entrar en pausa.
La canción "Extreme Days", fue escrita y grabada para la película de comedia romántica de 2001 Extremedays y más adelante en el año se lanzó una mezcla diferente en Momentum, el primer álbum de estudio de TobyMac.
El EP alcanzó el puesto 142 en el Billboard 200 y ganó el Premio Grammy 2002 al Mejor Álbum de Rock Góspel.

## Listado de pistas
| Listado de canciones de Solo |                        |           |          |  |
| N.º                          | Título                 | Artist(s) | Duración |  |
| 1.                           | «40» (U2 cover) (Live) | Dc Talk   | 2:40     |  |
| 2.                           | «Alibi»                | Tait      | 4:12     |  |
| 3.                           | «All You Got»          | Tait      | 4:39     |  |
| 4.                           | «Return of the Singer» | Kevin Max | 3:51     |  |
| 5.                           | «Be»                   | Kevin Max | 3:47     |  |
| 6.                           | «Somebody's Watching»  | TobyMac   | 3:47     |  |
| 7.                           | «Extreme Days»         | TobyMac   | 3:50     |  |
| Duración total 26:46         |                        |           |          |  |